# The Pandora Directive
The Pandora Directive est un jeu vidéo d'aventure sorti en 1996 sur PC. C'est le quatrième épisode de la saga Tex Murphy, développé et édité par Access Software. Il succède à Under a Killing Moon, qui fut un succès tant critique que commercial.
The Pandora Directive intègre des acteurs en incrustation vidéo dans un univers virtuel en 3D, ce qui en fait un film interactif.
Un remake fut un temps envisagé puis abandonné
.

## Trame

### Scénario
Situation initiale et introduction. L'histoire se déroule en 2043, après une Troisième Guerre mondiale qui a irradié le monde et séparé la population en « Normaux » et « Mutants ». Grâce aux bénéfices de sa précédente enquête, Tex Murphy a pu honorer l'essentiel de ses dettes et aménager son appartement au Ritz, un hôtel miteux de la Chandler Avenue en plein quartier mutant de Old San Francisco. Ses comptes sont de nouveau à sec après toutes ces dépenses. Tex utilise ses derniers dollars pour inviter la jolie Chelsee Bando au restaurant de leur ami Louie LaMintz, le Brew and Stew. Ils discutent amicalement ; Chelsee repart chez elle ; Tex Murphy reste seul. Un inconnu installé quelques tables plus loin invite Tex Murphy à partager un verre. L'inconnu s'appelle Gordon Fitzpatrick. Il voudrait engager Tex Murphy pour retrouver un ancien ami et collègue, le professeur Thomas Malloy. Fitzpatrick croyait son ami définitivement disparu, mais il a reconnu Malloy sur une photo récente ; il sait que Malloy était à San Francisco, au Ritz précisément, et dissimulait son identité sous le pseudonyme de « Tyson Matthews ». Tex accepte l'enquête, et les 4 000 dollars qui vont avec.
Jour 1. Tex décide de commencer par la chambre de Malloy, qui se trouve un étage en dessous de chez lui. La porte est verrouillée par un système électronique dont seul le gérant du Ritz, Nilo, connait le code. Ne pouvant le rencontrer, Tex sort discuter avec Chelsee, qui tient le kiosque à journaux en face de son bureau, et parvient à obtenir un rendez-vous galant avec elle. De retour à la réception de l'hôtel, Tex parle avec Nilo, qui exige d'abord le paiement de tous les loyers en retard avant de révéler le code. Tex doit accepter. Il pénètre alors dans la chambre de Malloy et se fait assommer.
Jour 2. Tex se réveille dans la chambre, qui recèle encore plusieurs indices. Tex interroge les gens du quartier et apprend que Malloy fréquentait une dénommée Émilie Sue Paterson ; elle danse, sous le nom de scène « Luci Luv », au cabaret à gauche en sortant du Ritz, le Fuchsia Flamingo. Lors de sa première tentative pour la rencontrer, Tex se heurte à Gus Leach, le propriétaire du cabaret, bâti comme une armoire à glace et peu coopératif. Tex se rappelle alors que Chelsee dispose d'une invitation, et il va la voir. Tex parvient à discuter avec Émilie, qui s'avère être l'épouse de Malloy ; elle est très inquiète pour son mari et pour elle-même : elle se sent épiée et vient de recevoir une lettre de menace. Gus arrive et met Tex à la porte.
Jour 3. La lettre de menace est signée par un certain « Tueur à la flèche noire ». Tex contacte une journaliste qui avait couvert les crimes de ce maniaque : Lucia Pernell ; celle-ci authentifie la lettre et conseille à Tex la plus grande prudence ; elle lui donne également un nom de société : « Autotech ». L'enquête progresse sur deux fronts, tous paraissant particulièrement dangereux : dans une cabane isolée loin de San Francisco, Tex a aussi découvert le corps décomposé de David Wright, un ami de Malloy, et un film montrant un examen chirurgical d'une créature probablement extraterrestre ; en parallèle, Tex remonte jusqu'à la cachette d'où le tueur surveille Émilie, puis assiste finalement à l'agression. Il se lance à la poursuite du tueur cagoulé et le rejoint sur un toit ; les deux luttent âprement ; le tueur bascule dans le vide et s'écrase dans Chandler Avenue. Tex se précipite pour découvrir l'identité du tueur : il s'agit de Dag Horton, un employé d'Autotech… La police arrête Tex ; Mac Malden est en train de l'interroger quand une mystérieuse jeune femme le fait relâcher.
Jour 4. Tex retourne à Chandler Avenue et va interroger Émilie et Gus; il apprend que le tueur s'est enfui en emportant une mystérieuse boite, qui s'avère être cachée dans les égouts. Tex retourne à son bureau… et se fait embarquer par des agents du NSA, qui le soumettent à un interrogatoire éprouvant dans les locaux d'Autotech. Pour sauver sa vie, Tex doit remettre la boite qu'il vient de retrouver à un dénommé Jackson Cross. Inquiet, mais pas découragé, Tex suit la trace de Malloy jusqu'à une coquette pension de famille ; il trouve un CD protégé par un mot de passe destiné à un certain Elijah Witt, et l'adresse d'un entrepôt sur les docks de la ville. Là-bas, Tex rencontre enfin Malloy ; mais alors que Malloy lui révèle la nature de ses travaux liés à l'incident de Roswell, et l'avertit des périls qu'il y a à le fréquenter, le NSA intervient et abat Malloy. Tex, profitant d'un instant d'inattention d'un des agresseurs, fait exploser un baril de produits chimiques et saute par la fenêtre.
Jour 5. Tex retourne dans l’entrepôt carbonisé et découvre les dernières notes de Malloy. Il découvre aussi que Malloy aurait envoyé cinq boites, chacune contenant une pièce d'un mystérieux « Dispositif Pandora ». Il récupère la boite envoyée à Émilie dans la réserve sécurisée d'Autotech. Il apprend que la jeune femme qui l'a tiré des griffes de la police s'appelle Regan Madsen : c'est la fille de Malloy, et elle consent à lui prêter sa boite. Enfin, Tex prend contact avec un certain Archie Ellis, un libraire fan de science-fiction qui a interviewé Malloy ; mais il s'est fait voler sa boite, qui de toute façon pourrait n'avoir été qu'un leurre. Après avoir ouvert les deux boites en sa possession, Tex contacte Gordon Fitzpatrick pour lui faire part de l'avancement de l'enquête et pour l'interroger sur l'ancienne base militaire de Roswell (et savoir comment s'y rendre).
Jour 6. Tex explore les bâtiments extérieurs de l'ancienne base de Roswell. Après avoir fait exploser la lourde porte blindée qui ferme les parties souterraines, il fait quelques pas dans le couloir du rez-de-chaussée et s'écroule, gazé par un soporifique…
Jour 7. Tex se réveille ; mais il est pris en chasse par une entité extraterrestre, qui a déjà décimé le personnel travaillant ici ; heureusement, Tex l'enferme dans une sphère de confinement. Après de longues recherches, il récupère la cellule d'énergie alimentant le dispositif Pandora.
Jour 8. Tex trouve enfin le mot de passe qui protège le CD destiné à Elijah Witt. Tex contacte Witt : il réussit à le localiser, il lui ment pour le faire sortir de chez lui, et puis il lui dérobe sa boite. Finalement, il récupère la boite d'Olivier Edsen : le colis qui la contenait a simplement été renvoyé par la poste. Tex assemble les 4 éléments contenus dans les boites et y adjoint la cellule d'énergie. Il contacte Gordon Fitzpatrick, qui organise une réunion pour découvrir ce que cachait ce fameux « Dispositif Pandora » : il s'agit en réalité d'un système de vidéo holographique, où Malloy a enregistré les coordonnées d'un astronef extraterrestre intact, bourré de technologies… qui pourraient soit faire énormément progresser l'espèce humaine, soit la détruire. Fitzpatrick juge que l'humanité court un grand danger et qu'il faut neutraliser le vaisseau.
Jour 9. Un homme de confiance dépose Tex dans une jungle quasiment impénétrable, quelque part dans la péninsule du Yucatan. Tex entre alors dans un ancien temple maya ; il y découvre le corps d'Olivier Edsen, qui a eu moins de chance que lui. Malgré sa vigilance, Tex se fait surprendre par une chausse-trappe ; il tombe dans une pièce secrète où se trouve déjà Regan… Ils parviennent à s'évader et se retrouvent devant le vaisseau spatial extraterrestre. C'est alors que Jackson Cross les surprend ; il s'apprête à tuer Tex quand Gordon Fitzpatrick sort du vaisseau : il les conduira tous à l'intérieur et leur dévoilera les secrets qui s'y trouvent.
Jour 10. La scène de fin dépend de la voie suivie par Tex durant l'aventure :
1. « Mission Street » est la voie du gentleman ; Tex Murphy aura enquêté avec une relative déontologie tout en tentant de conquérir, sans rudesse ni infidélité, le cœur de Chelsee.
  - Fin no 1. Tex s'est montré toujours tendre et galant envers Chelsee, et a su repousser les avances de Regan Madsen. Son enquête terminée, Tex va dîner chez Chelsee ; celle-ci décide de lui faire découvrir une activité découverte à Phoenix, une espèce de rodéo qui se pratique avec un fouet. Il s'agit de la fin la plus « heureuse » du jeu.
  - Fin no 2. Tex s'est montré courtois et sympathique envers Chelsee, mais a commis quelques erreurs. À la fin de l'aventure, Tex retrouve Chelsee au restaurant « Brew & Stew » pour lui demander de vivre avec lui, mais elle lui annonce qu'elle s'est inscrite dans une agence holo-matrimoniale qui lui a fourni un compagnon virtuel. Désabusé, Tex choisit de faire la même chose. Cette fin moins satisfaisante correspond bien au caractère du détective.
2. « Lombard Street » est une voie intermédiaire, satisfaisante mais sans réelle tendresse.
  - Fin no 1. Cette fin ressemble à la fin no 2 de Mission Street. Tex s'est laissé un peu plus attirer par Regan Madsen, ou s'est montré moins tendre avec Chelsee.
  - Fin no 2. Sans se montrer méchant envers Chelsee, Tex a couché avec Regan Madsen. Celle-ci meurt à la fin de l'aventure, laissant Tex déboussolé. Son infidélité provoque des remords qui l'empêchent de revoir Chelsee. Tex quitte la ville pour commencer une nouvelle vie en tant que clown. Il s'agit d'une fin pathétique.
3. « Boulevard of Broken Dreams » (Boulevard des rêves brisés) est la voie du détective égoïste et brutal.
  - Fin no 1. Tex s'est montré agressif pendant la première partie de l'aventure, au point de laisser Émilie Sue Patterson se faire tuer. Tex décide alors de se racheter et de réaliser de bonnes actions. À la fin de l'aventure, il refuse de tuer Fitzpatrick et épargne Jackson Cross. Au moment de faire décoller la navette, Fitzpatrick laisse à Tex le temps de s'échapper. D'une façon similaire à la fin no 2 de Lombard Street, Tex décide de devenir clown puisqu'il n'éprouve aucune sympathie envers les habitants de son quartier.
  - Fin no 2. Tex s'est montré odieux tout au long de l'aventure. Pris d'un ultime remords, il refuse de tuer Fitzpatrick et Jackson Cross. Mais Fitzpatrick ne laisse pas Tex s'échapper quand il fait décoller la navette. Tex meurt lors de l'explosion de la navette.
  - Fin no 3. Tex s'est montré odieux tout au long de l'aventure. Au tout dernier moment, il décide de tirer sur Jackson Cross au lieu de tirer sur Fitzpatrick. Mais l'arme n'était pas chargée ; Cross, comprenant les mauvaises intentions de Tex, tue le détective. Tex meurt sans savoir ce qu'il va advenir de Fitzpatrick et de la navette.
  - Fin no 4. Tex s'est constamment montré odieux et dénué de sens moral. Peu avant le dénouement, il choisit de tirer sur Fitzpatrick pour accéder aux richesses de la navette extraterrestre. Mais l'arme n'était pas chargée. Sous la menace de Jackson Cross, Fitzpatrick emmène Tex, Regan et Cross à l'intérieur de la navette, puis réussit à les y enfermer avant le décollage. Tex délivre ses acolytes à l'aide de son canif, mais la navette explose avant son retour sur terre. Il s'agit de la fin la plus sombre, où Tex défend ses intérêts jusqu'au point de causer sa perte.

### Personnages et distribution
Les concepteurs se sont mis en scène : Chris Jones (Vf : Daniel Beretta) interprète Tex Murphy, Aaron Conners joue Dag Horton (un agent du NSA) et le tueur à la flèche noire.
Plusieurs acteurs connus ont participé au jeu ; parmi eux :
- Kevin McCarthy est Gordon Fitzpatrick, l'employeur de Tex et l'ami de Malloy ;
- Tanya Roberts (Vf : Karen Cheryl) est Regan Madsen, la fille de Malloy ;
- Barry Corbin (Vf: Benoît Allemane) est Jackson Cross, l'agent du NSA traquant Malloy ;
- John Agar est Thomas Malloy, le professeur que tout le monde recherche.

Les principaux personnages sont interprétés par :
- Suzanne Barnes : Chelsee Bando, l'objet de tous les désirs de Tex
- Randall Edwards : Louie LaMintz, le propriétaire du restaurant Brew and Stew
- Doug Vandegrift : Rook Garner, le propriétaire du dépôt-vente en face du Ritz
- Steve Barnes : Clint, un fou de chocolat
- Wayne Brennan : Crazy Gary Lee, un prêcheur contre la consommation de viande
- Curley Green : Zack Williams, le gérant du magasin d'électronique à côté du Ritz
- John Timmons : Nilo, le misérable gérant du Ritz
- Kevin L. Jones : Mac Malden, le commissaire, un vieil ami de Tex
- Nicole Tindall : Émilie Sue Patterson, la femme de Malloy
- Bill Bradshaw : Archie Ellis, le gestionnaire d'un magasin de science-fiction
- Sterling Brimley : Elijah Witt, un auteur de SF
- Cat Hammons : Lucia Pernell, une journaliste d'investigation tenace
- Chris Conners : Gus Leach, le propriétaire d'un bar près du Ritz
- Pearl Leidy, la propriétaire d'une pension tranquille
- Marcia Dangerfield, Glenda

Réalisateur : Adrian Carr.

## Système de jeu

### Interface
Le jeu se contrôle à la souris et au clavier ; il existe de nombreux raccourcis, mais en résumé :
- en « mode déplacement », le joueur avance, recule et tourne en déplaçant sa souris ; les flèches haut et bas permettent de lever et de baisser la tête, R permet de courir, Shift-gauche et Ctrl permettent d'augmenter ou de baisser le point de vue ;
- en « mode interactif », le joueur examine son environnement (un clic gauche sur un objet permet d'obtenir sa description), utilise son inventaire, parle avec les gens, et peut ouvrir (ou fermer), déplacer, prendre, allumer (ou éteindre) ce qu'il voit ;
- la barre d'espace ou le bouton central de la souris permettent de passer d'un mode à l'autre.

Les dialogues s'effectuent en choisissant une attitude (et non pas une phrase précise), souvent présentée de façon ambiguë, qui mène souvent à des conversations comiques et parfois à des situations dangereuses.
Une carte générale permet d'aller rapidement d'un endroit à l'autre ; les destinations disponibles dépendent de l'avancement de l'enquête.
La mort du personnage, qui peut survenir en cas de manque de réflexes ou d'erreur manifeste, est l'occasion d'un court sermon ironique dispensé devant la tombe de Tex.

### Niveaux de difficulté et fins alternatives
L'aventure propose 2 niveaux de jeu, un facile (« Promenade ») et un plus compliqué (« Aventure »). Dans les deux cas, les progrès du joueur sont récompensés par des points :
- le niveau « Promenade » permet de gagner un maximum de 1500 points, car l'enquête est assez aisée et tous les lieux ne sont pas à visiter. S'il est bloqué, le joueur peut dépenser ses points pour accéder aux indices disponibles dans l'aide du jeu.
- le niveau « Aventure » permet de gagner jusqu'à 4000 points : les endroits à explorer sont un peu plus nombreux et la plupart des énigmes doivent être résolues en temps limité. Le joueur n'a plus accès au système d'indices, sauf s'il décide de repasser définitivement au niveau « Promenade ».

Le jeu comporte plusieurs fins, aux dénouements dépendants des choix et de l'attitude du joueur (voir le paragraphe détaillant le scénario pour plus de détails).

## Accueil
| Média                                     | Note     |
| ----------------------------------------- | -------- |
| Compilations de plusieurs critiques       |          |
| GameRankings                              | 81,38 %  |
| MobyGames                                 | 86 / 100 |
| Presse généraliste du jeu vidéo           |          |
| AllGame                                   | [ 4 ]    |
| GameSpot                                  | 7,3 / 10 |
| Jeuxvideo.fr                              | 18 / 20  |
| Presse spécialisée dans le jeu d'aventure |          |
| Adventure Gamers                          | [ 7 ]    |
| Adventure C. G.                           | [ 8 ]    |
| La Aventura                               | 85 %     |

The Pandora Directive a été globalement très bien accueilli par la presse vidéoludique, avec des notes moyennes dépassant les 80 % selon les compilations de critiques de GameRankings et MobyGames.

## Roman
Aaron Conners a écrit et publié en avril 1995 le roman The Pandora Directive, traduit en français sous le titre La directive Pandora, publié aux éditions Fleuve noir, collection Virtuel, en juin 1997.